# General Dynamics
General Dynamics Corporation (рус. «Дже́нерал Дайне́микс», название часто употребляется в виде аббр. GD, «Джи-Ди») — американская компания, один из крупнейших мировых производителей военной и аэрокосмической техники. В числе крупнейших компаний США по размеру выручки в 2022 году (список Fortune 500) General Dynamics заняла 94-е место. В списке крупнейших публичных компаний мира Forbes Global 2000 за 2022 год General Dynamics заняла 250-е место. По объёму продаж продукции военного назначения (на которую приходится 80 % выручки) компания в 2021 году занимала 5-е место в мире.
Более двух третей доходов от продаж продукции и предоставляемых услуг составляет федеральный клиентский сектор обслуживания военных заказов (без учёта иностранных заказчиков американского вооружения и военной техники). Стабильно входит в десятку крупнейших подрядчиков военно-промышленного комплекса США по объёму заказов.

## История
Компания Electric Boat была основана в 1899 году изобретателем подводной лодки Джоном Холландом. Вскоре Холланд начал испытывать финансовые затруднения и вынужден был привлечь инвестиции предпринимателя Исаака Райса, передав тому руководство компанией и права на патенты. В итоге Холланд работал в своей компании старшим инженером за 90 долларов неделю, а подводные лодки по 300 тыс. долларов хорошо продавались ВМС США и других стран. Компания сильно выросла за годы Первой мировой войны, поглотив нескольких производителей судов и комплектующих. В годы Второй мировой войны у предприятий компании было до 13 тыс. рабочих, немалую часть из них составляли женщины. Резкое сокращение заказов с окончанием войны привело к расширению сферы деятельности компании — в 1947 году у канадского правительства за 22 млн долларов была куплена компания Canadair, производитель гидросамолётов. Вскоре Canadair превзошла по размеру выручки Electric Boat, и 21 февраля 1952 года их объединила холдинговая компания General Dynamics Corporation. Через два года авиастроительное направление деятельности было расширено покупкой Consolidated Vultee Aircraft (Convair), производителем военных и гражданских самолётов. В 1954 году в доках Electric Boat в Гротоне была построена первая в мире атомная подводная лодка USS Nautilus.
В конце 1950-х годов у General Dynamics возникли проблемы с поставкой реактивных самолётов для TWA, что привело к крупным убыткам. В 1959 году произошло слияние General Dynamics с компанией чикагского предпринимателя Генри Крауна Material Services Corporation. В 1963 году за 5 млн долларов у Bethlehem Shipbuilding была куплена судостроительная верфь Fore River Shipyard (закрыта в 1986 году). В начале 1960-х годов корпорация совместно с Grumman Corporation выиграла тендер на производство нового военного самолёта F-111, который на много лет стал образцом неэффективного расходования времени и бюджетных средств. В феврале 1971 года штаб-квартира корпорации была перенесена из Нью-Йорка в Сент-Луис. В том же году началось производство подводных лодок типа «Лос-Анджелес».
В начале 1970-х годов на смену F-111 началась разработка истребителя F-16, его производство началось подразделением в Форт-Уэрт в 1978 году. В 1976 году Canadair была продана обратно канадскому правительству. В 1982 году у Chrysler Corporation было куплено подразделение по производству танков; его заводы располагались в штатах Мичиган и Огайо, оно незадолго до этого получило заказ на производство танков M1 Abrams. Также в начале 1980-х годов началось производство подлодок типа «Огайо»; в 1970-х годах корпорация часто подвергалась критике за чрезмерные расходы и низкое качество выпускаемых субмарин, в частности от адмирала Риковера, новый заказ был получен только после его отставки. В 1985 году была куплена компания Cessna.
Окончание «Холодной войны» привело к урезанию военного бюджета США, и, как следствие, к убыткам для General Dynamics. Уже к середине 1992 года была сокращена четверть сотрудников (24,8 тыс.), также началась распродажа активов. В 1992 году штаб-квартира переместилась в штат Виргиния, были проданы компания Cessna и ракетное подразделение. В 1993 году базировавшееся в Форт-Уэрт авиационное подразделение было продано за 1,3 млрд долларов Lockheed Corporation). У корпорации по состоянию на 1994 год осталось два подразделения — атомные подлодки и бронетехника, 94 % выручки приносили заказы Министерства обороны США. Позиции в сфере военного флота были укреплены в сентябре 1995 года покупкой верфи Bath Iron Works (штат Мэн). В 1997 году было создано третье подразделение, информационных систем и технологий, которое было наполнено покупкой целого ряда компаний. В ноябре 1998 года была куплена National Steel and Shipbuilding Company с верфью в Сан-Диего (третья из шести ключевых верфей ВМФ США в собственности корпорации); это позволило расширить ассортимент военных кораблей, выпускавшихся General Dynamics.
В июле 1999 года General Dynamics вернулась в авиационный бизнес, осуществив приобретение за 5 млрд долларов американской Gulfstream Aerospace — производителя бизнес-джетов. В сентябре того же года у GTE было куплено три подразделения, что увеличило долю информационных технологий в выручке General Dynamics. Оборот корпорации благодаря приобретениям вырос с 5 млрд долларов в 1998 году до 9 млрд в 1999. В 2003 году было куплено оборонное подразделение General Motors.
В конце 2008 года General Dynamics достигла соглашения о приобретении швейцарской авиастроительной компании Jet Aviation; сумма сделки составила 2,45 млрд швейцарских франков ($2,18 млрд). Компания была основана в 1967 году, базируется в Цюрихе, занимается производством, обслуживанием и лизингом частных самолётов. В 2018 году за 9,8 млрд долларов была куплена CSRA Inc., она была включена в состав подразделения информационных систем и технологий.

## Собственники и руководство
Акции General Dynamics Corporation котируются на Нью-Йоркской фондовой бирже, около 86 % акций принадлежит институциональным инвесторам. Крупнейшими из них по состоянию на декабрь 2022 года были: Longview Asset Management (10,9 %), The Vanguard Group (8,0 %), Newport Trust (6,1 %), BlackRock (5,8 %), Wellington Management Group (5,4 %), Capital Group Companies (3,8 %), State Street Corporation (3,6 %), Bank of America (3,6 %).
Фиби Н. Новакович (род. в ноябре 1957 года) — председатель совета директоров и главный исполнительный директор с января 2013 года, в компании с 2001 года. По происхождению сербка. Начинала карьеру в ЦРУ, с 1997 по 2001 год работала в Министерстве обороны США.

## Деятельность
Около 70 % выручки корпорации приносят заказы Правительства США, в том числе 56 % — Министерства обороны, ещё 10 % составляют госзаказы других стран; на коммерческую продукцию (частные самолёты) приходится 20 % выручки, из них 12 % — в США.
Производственные мощности расположены в США (штаты Виргиния, Калифорния, Флорида, Нью-Джерси, Нью-Йорк, Иллинойс, Массачусетс, Техас, Висконсин, Оклахома, Вашингтон, Гавайи, Огайо, Мичиган, Мэн, Пенсильвания), а также в Мексике, Канаде, Великобритании, Австрии, Испании, Швейцарии, Германии, Китае и Сингапуре.
Деятельность компании по состоянию на 2021 год осуществлялась в четырёх сегментах:
- Аэрокосмические технологии — производство и обслуживание частных реактивных самолётов (Gulfstream и Jet Aviation[англ.]); 21 % выручки.
- Морские системы — разработка и производство атомных подводных лодок («Вирджиния» и другие), а также различных типов военных кораблей; 27 % выручки, из них 19 % пришлось на подводные лодки.
- Боевые системы — производство различных типов наземной военной техники как на гусеничном (танк M1 Abrams), так и на колёсном ходу (БТР Stryker), а также боеприпасов; 19 % выручки.
- Информационные системы и технологии — системы связи, наблюдения и сбора информации, программное обеспечение; 32 % выручки.

Значительную роль в бизнесе компании играет разработка и производство информационных систем, применяемых для управления вооружёнными силами США. В их числе такие разработки как система управления межконтинентальными ракетами (МХ), системы телекоммуникационного наблюдения и обработки данных спутниковой разведки (SAPS), модульные комплексы трансляции, распознавания и обработки сигналов (MASP), мультиресурсные системы информационного обеспечения (GDMX) и др. Помимо этого, General Dynamics на протяжении длительного времени работала в кооперации с NASA с целью создания, эксплуатации и совершенствования автоматизированной системы пуска, контроля и орбитальной коррекции космических спутников (TDRSS).
|                     | 2009  | 2010  | 2011  | 2012   | 2013  | 2014  | 2015  | 2016  | 2017  | 2018  | 2019  | 2020  | 2021  |
| ------------------- | ----- | ----- | ----- | ------ | ----- | ----- | ----- | ----- | ----- | ----- | ----- | ----- | ----- |
| Оборот              | 31,98 | 32,47 | 32,68 | 31,51  | 31,22 | 30,85 | 31,78 | 30,56 | 30,97 | 36,19 | 39,35 | 37,93 | 38,47 |
| Чистая прибыль      | 2,394 | 2,624 | 2,526 | -0,332 | 2,357 | 2,533 | 3,036 | 2,572 | 2,912 | 3,345 | 3,484 | 3,167 | 3,257 |
| Активы              | 31,08 | 32,55 | 34,88 | 34,31  | 35,45 | 34,65 | 32,54 | 33,17 | 35,05 | 45,41 | 49,35 | 51,31 | 50,07 |
| Собственный капитал | 12,42 | 13,32 | 13,23 | 11,39  | 14,50 | 11,83 | 10,44 | 10,30 | 11,44 | 11,73 | 13,98 | 15,66 | 17,64 |